# Base Troll

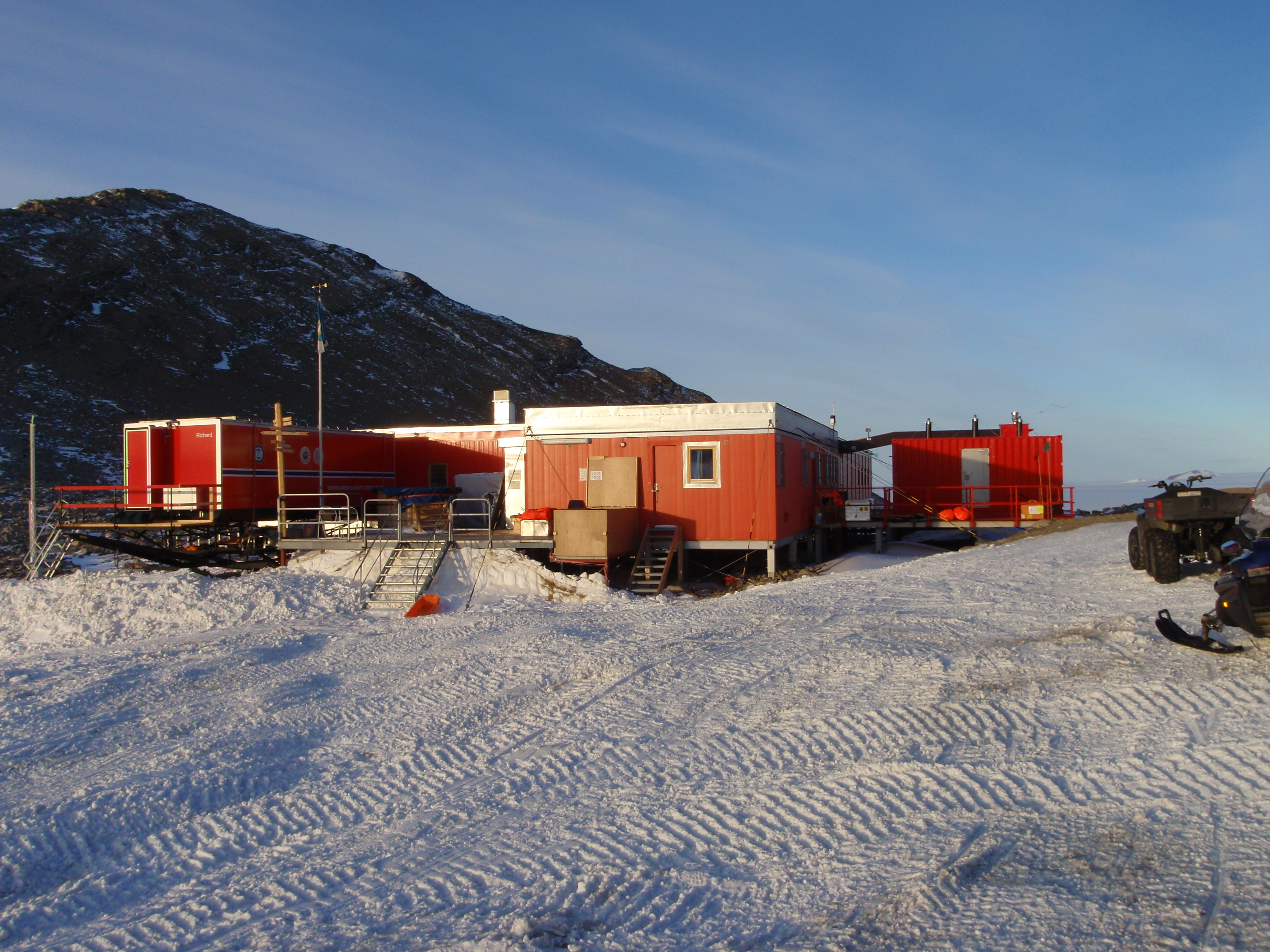
Vista general de la base Troll en noviembre de 2009

Troll es una base antártica de Noruega localizada en el nunatak Jutulsessen a 235 km de la costa del mar de Lázarev en el sector oriental de la Costa de la Princesa Marta en la Tierra de la Reina Maud, Antártida, que Noruega reclama como un territorio dependiente. Es la única estación antártica noruega abierta en forma permanente. Troll es operada por el Instituto Polar Noruego, pero también cuenta con instalaciones pertenecientes al Instituto Meteorológico Noruego y al Instituto Noruego de Investigación del Aire.
Al contrario que la mayoría de las otras estaciones de investigación del continente, Troll está construida sobre una superficie de roca sólida libre de hielo en el nunatak de Jutulsessen, a 1275 m s. n. m., rodeada completamente por el hielo. Esta estación fue abierta como una base estival en 1990, pero en 2005 fue habilitada para operar todo el año. Durante el invierno antártico la base tiene capacidad para alojar hasta ocho personas, aumentando su capacidad a 40 en temporada estival. El aeródromo de Troll es una pista de 3300 m de largo por 100 m de ancho ubicada sobre hielo azul en la indlandsis de la Antártida, a 1232 m s. n. m. y a 6,8 km de la base Troll. Este aeródromo fue abierto en 2005 y sirve al Dronning Maud Land Air Network, un proyecto de cooperación internacional que lo usa para proveer tráfico aéreo intercontinental a este sector de la Antártida.

## Instalaciones
Las instalaciones de la base son propiedad del gobierno de Noruega a través de la agencia Statsbygg. La operación de las instalaciones es realizada por otra agencia gubernamental, el Instituto Polar Noruego. La base consiste de un edificio modular más nuevo de 300 m², y un sector más viejo de 100 m². La sección nueva consiste de 8 dormitorios, un gimnasio, una sauna, una cocina, un centro de comunicaciones y un espacio de oficina. Además hay varias pequeñas construcciones que son usadas como laboratorios, almacenes de provisiones, generadores y garajes. La sección más vieja es usada parcialmente para almacenamiento y parcialmente como estación estival. La instalación también cuenta con un centro de emergencia para ocho personas, localizado a una distancia segura de la base principal, para casos de incendio u otros accidentes. La estación está dimensionada para tolerar temperaturas por debajo de -60 °C y vientos de 60 m/s.
La instalación trata de minimizar su impacto ambiental a través de varios mecanismos, incluyendo minimizar el área usada. El consumo de energía es reducido por la recirculación del exceso de calor para derretir la nieve y el hielo y obtener agua potable y calefacción. Los residuos se minimizan mediante la planificación de compra y reciclaje y los remanentes son comprimidos y transportados fuera de la Antártida. El combustible es manipulado de tal forma que aun los pequeños derrames son minimizados.
La estación tiene un clima frío y seco, estando localizada en un desierto. La temperatura media anual es de -25 °C, alcanzando en verano los 0 °C y en invierno los -50 °C. Las tormentas, que pueden ocurrir durante todo el año, de vez en cuando pueden hacer imposibles las actividades al aire libre. Estando localizada al sur del círculo polar antártico, Troll tiene luz solar en el verano y la noche polar durante el invierno.

## Investigaciones
El Instituto Noruego de Investigación del Aire mantiene en Troll equipos de medición del aire y la atmósfera, combinados con equipos de medición similares ubicados en el observatorio Zeppelin en Ny-Ålesund en las islas Svalbard en el Ártico. Esto permite al instituto colectar datos de ambas regiones polares, en particular la instalación mide aerosoles, polución orgánica e inorgánica, ozono y radiación ultravioleta. Semanalmente las medidas de polución del aire son comparadas con sus equivalentes de Zeppelin. Toma también mediciones de ozono y mercurio del suelo. Las mediciones de la estratosfera son realizadas para medir los niveles de ozono y rayos ultravioletas, en particular para obtener adicional información acerca del agujero de la capa de ozono.
El Kongsberg Satellite Services, un joint venture entre el Kongsberg Group y el Centro Espacial Noruego, opera TrollSat (Troll Satellite Station), una estación terrena satelital que permite la transmisión de datos. En conjunción con SvalSat, localizada en Longyearbyen en las Svalbard, TrollSat utiliza satélites en órbita polar. TrollSat consiste de un radomo con una antena de 7,3 m con capacidad de recepción de banda S y banda S. Para transmitir la información TrollSat tiene conexión en banda C con Europa y América del Norte. TrollSat será una de las 30 estaciones terrenas del sistema de navegación Galileo, y es la principal contribución noruega al proyecto.
El Instituto Meteorológico Noruego opera una estación meteorológica en Troll, que mide la presión atmosférica, temperatura, humedad y vientos, tanto en la estación como en la pista aérea.

## Historia
Durante la década de 1980 se volvió importante para el gobierno de Noruega poseer una base permanente en la Tierra de la Reina Maud, área que ha sido anexada por Noruega como una dependencia el 14 de enero de 1939, en tiempos en que el principal interés noruego en la Antártida era la caza de ballenas. Desde 1956 Noruega operó la base Noruega, pero fue cedida a Sudáfrica en 1959. Desde la década de 1960 hasta la de 1980 las actividades científicas noruegas en la Antártida fueron esporádicas y sin una base fija. Esto le daba la ventaja de que la investigación no estaba obligada geográficamente, pero debilitaba el reclamo noruego a la Tierra de la Reina Maud y el derecho a participar como miembro consultativo del Tratado Antártico.
El Instituto Polar Noruego decidió establecer una estación estival que fue construida durante el verano de 1989 a 1990, resultando en un edificio de 100 m² con alojamiento para ocho personas. La construcción requirió 300 toneladas de materiales trasportados desde la costa, siendo oficialmente abierta el 17 de febrero de 1990. La estación toma su nombre de las montañas que la rodean, que recuerdan a los troles de la mitología escandinava. La primera invernada ocurrió en 2000, cuando una expedición al Polo Sur usó el campamento como una base.
Para facilitar la logística, Noruega tomó la iniciativa para establecer el Dronning Maud Land Air Network (DROMLAN), una cooperación entre los países con bases en la Tierra de la Reina Maud para racionalizar los costos de transporte. Poseer un aeródromo en Troll permite el transporte rápido hacia las bases ubicadas en el occidente de la Tierra de la Reina Maud, que están localizadas muy lejos de los campos aéreos de Henriksenskjera y Novolázarevskaya. El primer vuelo preliminar que usó el DROMLAN fue realizado en 2000 desde Ciudad del Cabo, Sudáfrica, a Henriksenskjera, utilizándose desde entonces un Twin Otter hacia Troll.
En 2003 se decidió que Noruega extendiera sus operaciones en la Antártida estableciendo una base de usos anual. Para entonces Noruega era el único país con una reclamación territorial en la Antártida que no la poseía. El gobierno declaró que la inversión fue motivada para aumentar que clima investigativo, para fortalecer a Noruega como una nación de investigación en ambas regiones polares y para reforzar el papel de Noruega en la toma de decisiones de la política ambiental de la Antártida.
La construcción de la ampliación fue hecha desde diciembre de 2004 hasta febrero de 2005 por el Statsbygg, que contrató para realizarla al grupo AF Gruppen. Cerca de 700 toneladas de equipos fueron enviados a la base desde el campo de hielo. La base fue prefabricada y solo requirió los módulos para ser conectada en el sitio. La nueva infraestructura incluye un nuevo generador, una estación de emergencia, garaje, almacén de provisiones, rampas para contenedores para equipos y combustible, y más laboratorios. Al mismo tiempo, el Instituto Meteorológico Noruego estableció una estación meteorológica en Troll.
La construcción de la pista de aterrizaje requirió el relleno de grietas y la eliminación de piedras. El aeródromo de Troll fue inaugurado el 11 de febrero de 2005 por la reina Sonia de Noruega y la nueva estación aldía siguiente. Después de la inauguración, otra estación de energía fue construida en 2005. En 2006, una estación terrena satelital fue construida para el Kongsberg Satellite Services. Esto dio lugar a la necesidad de una conexión de banda ancha para la base. Durante el invierno de 2006 no hubo personal en la base debido a la falta de financiación, pero en 2007 fue restablecida. En 2008 un molino de viento fue instalado para aumentar la provisión de energía.
El primer ministro noruego Jens Stoltenberg visitó Troll en enero de 2008, cuando entre otras cosas inauguró TrollSat. Al mismo tiempo, como parte del Año Polar Internacional, una expedición noruego–estadounidense visjó desde Troll a la base Amundsen-Scott y luego retornó. El 23 de febrero de 2009 el ministro noruego Erik Solheim organizó una reunión de ministros de medio ambiente de 15 países para discutir el cambio climático y aprender sobre las recientes investigaciones en esa materia.

## Refugio Tor
El Refugio Tor se ubica en Svarthamaren en la Tierra de la Reina Maud 71°53.2′S 05°09.3′E / -71.8867, 5.1550 a 1625 m s. n. m. Fue establecido en enero de 1985. Tiene capacidad para 4 personas.